# Patrick M. Martin
Patrick Minor Martin (ur. 25 listopada 1924 w Norfolk, zm. 18 lipca 1968 w Long Beach) – amerykański polityk, członek Partii Republikańskiej.

## Działalność polityczna
W okresie od 3 stycznia 1963 do 3 stycznia 1965 przez jedną kadencję był przedstawicielem nowo utworzonego 38. okręgu wyborczego w stanie Kalifornia w Izbie Reprezentantów Stanów Zjednoczonych.